# Zoltan Hospodar
Zoltan Hospodar (n. 8 martie 1933, Arad, România) este un fost jucător român de polo pe apă. A concurat la Jocurile Olimpice de vară din 1952 și la Jocurile Olimpice de vară din 1956.
La Helsinki a jucat în ambele meciuri, în meciul împotriva Germaniei de Vest a marcat un gol. La Melbourne, a apărut în toate cele cinci meciuri ale echipei naționale a României, marcând 4 goluri, câte două împotriva australienilor și singaporezilor.

## Biografie
A fost un foarte bun înotător care a dominat probele de craul, mixt și fluture în perioada 1952-1955, cucerind numeroase titluri de campion și stabilind noi recorduri naționale. A participat la numeroase concursuri internaționale de înot. 
A jucat polo la ILSA din Timișoara, la Reșița și la CCA (Steaua), unde, în perioada 1951-1956, a câștigat 5 titluri de campion național. A făcut parte din lotul național de polo, susținând 54 de jocuri internaționale oficiale interțări, în care a marcat 40 de goluri. 
A participat la Jocurile Olimpice de vară din 1952 și 1956, precum și la Campionatul European din 1954. Este maestru al sportului la înot și polo pe apă. 
După 1956 s-a stabilit în SUA, devenind om de afaceri. A continuat să joace și polo pe apă, reușind să câștige un titlu de campion național.